# Melanophryniscus montevidensis
Melanophryniscus montevidensis é uma espécie de anfíbio da família Bufonidae. Pode ser encontrada no Uruguai, nos departamentos de Canelones, Maldonado, Montevideo e Rocha, e no Brasil, no município de Santa Vitória do Palmar (Praia da Barra do Chuí), no estado do Rio Grande do Sul.